# Sniper Elite V2
Sniper Elite V2 — тактическая компьютерная игра, разработанная в 2012 году компанией Rebellion Developments для Microsoft Windows, Xbox 360 и PlayStation 3. Игра представляет собой ремейк оригинальной игры Rebellion Developments, под названием Sniper Elite. В игре то же самое время и место — Битва за Берлин в апреле-мае 1945 года, но теперь главный герой игры должен ликвидировать учёных, замешанных в создании ракетной программы V-2, а также уничтожить ракету, направленную на Лондон, до её запуска.
14 мая 2019 года вышел ремастер игры для платформ Microsoft Windows, Nintendo Switch, PlayStation 4 и Xbox One.

## Сюжет
На этот раз у нас главный герой Карл Фейрберн, заброшенный в последние дни войны в 1945 году в осаждённый Берлин и выполняющий там важное государственное задание — ликвидацию немецких учёных-ракетчиков (впоследствии выяснится, что один из нацистских учёных решил перебежать на сторону США). Сюжет имеет сходство и отсылки к операции «Скрепка» по вербовке нацистских учёных для работы в США. Фейрберну приходится выступать как против нацистов так и против советских солдат, по мере того как он выявляет ключевых персонажей, задействованных в разработке баллистической ракеты Фау-2.
Кампания начинается с того что Фейрберн отправляется в Берлин для того чтобы убить немецкого генерал-майора Ганса фон Айзенберга, пытающегося перейти на сторону Советского Союза. Немногим позже, главному герою поручается устранить доктора Гюнтера Крайдля, сопровождаемого из города с конвоем. Устроив засаду, Фейрберну удаётся получить персональные документы доктора, раскрывающие детали программы Фау-2, в том числе местонахождение учёных. Как единственному американцу в этом районе, Фейрберну поручается проверить окраины города, с тем чтобы проникнуть на производственные площади проекта и найти другого учёного, доктора Швайгера, а затем устранить его…

## Геймплей
Игра представляет собой шутер от третьего лица, который делает упор на стелс-прохождение. Тем не менее, стелс как таковой в игре развит достаточно просто, то есть нельзя завершить уровень, никого при этом не убив. Игра представлена как симулятор снайпера: при стрельбе учитываются многие реалистичные параметры, такие, как вес пули, направление\скорость ветра, сердцебиение. Когда снайпер находится в спокойном состоянии, то его пульс находится на отметке в 60 ударов в минуту. При беге число ударов сердца достигает до 120, и если сразу же после остановки начать прицеливаться, то прицел будет сильно трястись. Кроме этого доступна ещё и функция фокусирования. Она очень удобна для одиночных целей, так как требует некоторого дополнительного времени. Благодаря этой способности на экране появляется красный ромбик, который покажет точное место попадания пули с учётом всех действующих сил. Но фокусирование сильно поднимает пульс, так что долго так стрелять нет возможности. Выбор места стрельбы является наиболее важной частью геймплея. Для успешного прохождения потребуется занять позицию, с которой Карл Фейрберн сможет полностью контролировать врагов, сам при этом оставаясь незамеченным. Инвентарь игрока представляет собой снайперскую винтовку, которая может сменяться на альтернативные модели по мере прохождения, а также автомат, пистолет, гранаты, растяжки, фугас и динамит. В игре есть система X-Ray, которая при особенных попаданиях показывает, как пуля проходит тело, которое как будто просвечивается рентгеном.

## Оценки и продажи
| Сводный рейтинг       | Сводный рейтинг                                      |
| Агрегатор             | Оценка                                               |
| --------------------- | ---------------------------------------------------- |
| GameRankings          | (PS3) 71,68 % (X360) 68,76 % (PC) 65,71 %            |
| Metacritic            | (PS3) 70/100 (X360) 67/100 (PC) 66/100 (WiiU) 58/100 |
| Иноязычные издания    |                                                      |
| Издание               | Оценка                                               |
| Famitsu               | (WiiU) 29/40                                         |
| Game Informer         | 8,25/10                                              |
| GameSpot              | 6/10                                                 |
| GamesRadar+           | 8/10                                                 |
| IGN                   | 8/10                                                 |
| OXM                   | 7,5/10                                               |
| PC Gamer (UK)         | 65/100                                               |
| Русскоязычные издания |                                                      |
| Издание               | Оценка                                               |
| PlayGround.ru         | 6,0/10                                               |

Игра получила посредственные отзывы. На сайте-агрегаторе Metacritic средняя оценка игры составляет 70 из 100 на основе 21 обзора для платформы PlayStation 3, 67 из 100 на основе 37 обзоров для платформы Xbox 360, 66 из 100 на основе 21 обзора для платформы PC и 58 из 100 на основе 5 обзоров для платформы Wii U.
Летом 2018 года, благодаря уязвимости в защите Steam Web API, стало известно, что точное количество пользователей сервиса Steam, которые играли в игру хотя бы один раз, составляет 2 946 959 человек.